# Caso Paulo Pavesi
O Caso Pavesi refere-se à morte por homicídio doloso do menino brasileiro Paulo Veronesi Pavesi (Poços de Caldas, 1990 — Poços de Caldas, 21 de abril de 2000), de dez anos, ocorrida em 21 de abril de 2000, na Santa Casa da cidade de Poços de Caldas, no estado de Minas Gerais.
O caso teve início em 19 de abril de 2000, quando Paulo Veronesi Pavesi, de dez anos, sofreu acidentalmente uma queda no prédio onde morava, em Poços de Caldas, Minas Gerais. Pavesi foi levado ao Hospital Pedro Sanches e, dois dias depois, em 21 de abril de 2000, foi transferido para a Santa Casa da cidade, após ser constatada morte cerebral. O menino teve os seus órgãos retirados e transplantados, mas conforme a Justiça posteriormente, após uma denúncia do pai, Paulo Airton Pavesi, os médicos forjaram o laudo sobre a morte cerebral para poder remover os órgãos do garoto, que ainda estava vivo, apesar de que desenganado, no momento do procedimento. Como resultado o caso deu origem a vários processos e escancarou denúncias de irregularidades no esquema de transplantes de órgãos em Poços de Caldas.
Em 30 de março de 2021, a justiça brasileira condenou três médicos, Álvaro Ianhez, José Luis Gomes da Silva e José Luis Bonfitto, que fizeram o atendimento a Pavesi, a 25 anos e 10 meses de prisão e pagamento de multa, enquanto Marco Alexandre Pacheco da Fonseca foi absolvido pelo júri. Os outros médicos ainda serão julgados. 
O pai de Paulo teve que sair do país devido às ameaças que recebeu após investigar o caso que levou à descoberta de uma máfia de comércio de órgãos em Poços de Caldas. O esquema ilegal fazia da cidade a campeã mineira de transplantes de órgãos à época do crime.
Em 9 de maio de 2023, o médico Álvaro Ianhez foi preso no interior de São Paulo.

## História

### Antecedentes
Em 19 de abril de 2000, Paulo Veronesi Pavesi, de dez anos de idade, sofreu acidentalmente uma queda de uma altura de 10 metros no prédio onde morava, no bairro São Benedito, em Poços de Caldas, Minas Gerais. O menino sofreu traumatismo craniano e ferimentos na face, mas segundo o Operação Policial (ver em Ligações externas), entrou caminhando e consciente no hospital Hospital Pedro Sanches, para onde foi levado pela mãe. Dois dias depois, em 21 de abril de 2000, os pais do menino foram avisados de que ele teria tido morte cerebral e autorizaram a retirada dos órgãos. Pavesi foi então transferido para a Santa Casa de Poços Caldas, onde, às 19 horas foi dado como morto e teve os seus órgãos removidos e posteriormente transplantados.

### Investigação
Após receber uma cobrança de 11 mil reais pela retirada dos órgãos, o pai do menino, Paulo Airton Pavesi, começou uma investigação, descobrindo que o garoto ainda estava vivo ao ter passado pela intervenção, uma vez que ele havia sido anestesiado. Ele tentou, algumas vezes, levar o caso à Justiça, mas autoridades sempre recusavam a investigação, o que depois revelou a atuação e influência de uma "máfia" que incluía políticos, autoridades policiais e judiciais e médicos de Poços de Caldas, todos envolvidos, de alguma forma, no esquema de comércio ilegal de órgãos. 
Após conseguir que o caso fosse investigado, a Polícia Federal abriu um inquérito que apontou que o exame para constatar a morte encefálica havia sido feito de forma irregular.  A investigação deu origem a outros inquéritos e a Santa Casa de Poços de Caldas perdeu o credenciamento para realizar transplantes de órgãos. Segundo o Ministério Público (MP), inúmeras irregularidades cercaram o atendimento ao garoto, o que culminou na sua morte (a admissão em hospital inadequado, a demora no atendimento neurocirúrgico, a realização de uma cirurgia feita por um profissional sem habilitação legal que resultou em erro médico e a inexistência de um tratamento efetivo e eficaz). Os médicos foram acusados de prestar o serviço médico de forma inadequada, para prejudicar a recuperação do paciente, de maneira que ele se tornasse um doador de órgãos.
Posteriormente, os médicos José Luis Gomes da Silva, José Luis Bonfitto, Marco Alexandre Pacheco da Fonseca e Álvaro Ianhez foram denunciados pelo Ministério Público por homicídio qualificado. Uma parte dos envolvidos respondeu pelo crime de remoção ilegal de órgãos e tecidos; outra, foi acusada de homicídio e respondeu a uma ação penal de competência do júri; um médico chegou a ser condenado pela retirada das córneas em outro processo, mas teve a prescrição punitiva reconhecida pelo Tribunal de Justiça de Minas Gerais, o que equivaleu à sua absolvição.
A situação envolvendo a doação de órgãos de outros pacientes, atendidos pelo mesmo grupo de médicos, também deu origem a outros processos.

### Julgamento
Após cerca de 20 anos da morte de Paulo Pavesi, o julgamento, que durou quase dois dias, teve início em 28 de janeiro de 2021 e foi retomado na manhã do dia 29, só terminando na madrugada do dia 30. Originalmente, o júri popular dos quatro médicos aconteceria no dia 6 de abril de 2016 em Belo Horizonte, mas foi suspenso.
O primeiro dia foi marcado pelo depoimento do pai da vítima, Paulo Airton Pavesi, em plenário, e outros 12 depoimentos foram gravados e transmitidos por vídeo. Entre outras coisas, Paulo Airton contou que presenteou os médicos com placas de metal pelos cuidados prestados ao filho pelos profissionais. Mas descobriu o crime após analisar a conta do hospital, que listava tratamentos incompatíveis com o estado de saúde da criança. Ainda de acordo com o TJMG, Paulo Airton informou que os procedimentos realizados no hospital visavam manter a saúde dos órgãos para doação irregular e que uma exumação posterior constatou a retirada de órgãos que ele não autorizara. O pai do menino ainda contou que as denúncias que foram feitas a partir do caso motivaram a criação de uma Comissão Parlamentar de Inquérito (CPI), em Brasília, e que sofreu perseguições que o fizeram se refugiar na Itália.
A justiça brasileira condenou dois médicos que fizeram o atendimento à criança na emergência hospitalar, José Luis Gomes da Silva e José Luis Bonfitto, a 25 anos e 10 meses de prisão e pagamento de multa. Um terceiro médico, Marco Alexandre Pacheco da Fonseca, foi absolvido pelo júri. Na decisão, o ministro Ribeiro Dantas explicou que não há controvérsia a respeito dos fatos denunciados e reconhecidos na sentença que foi anulada pelo TJMG, pois, tanto para o Ministério Público de Minas Gerais (MPMG) quanto para as instâncias ordinárias, os médicos removeram os órgãos da vítima, causando-lhe dolosamente a morte como consequência. O pai da vítima estava presente no momento da leitura da sentença.
Um quarto médico acusado, lvaro Ianhez, teve o seu processo desmembrado e transferido de Poços de Caldas para Belo Horizonte em agosto de 2014, a pedido do Ministério Público, para evitar a influência econômica e social dos médicos sobre os jurados. Na época, uma associação de médicos da cidade fez uma campanha publicitária para anunciar a "inocência dos médicos", o que, conforme o MP, comprometia a integridade do júri. Em 19 de abril de 2022, o julgamento de Ivaro teve seu desfecho, terminou condenado a 21 anos e oito meses de prisão em regime fechado. De acordo com o advogado da família Pavesi, Ianhez era o médico responsável pela retirada dos órgãos. Além disso, também era o diretor da Santa Casa em que se fazia o transplante de órgãos e o dono da clínica onde era feito o transplante ilegal de rim.
Outros três médicos acusados de participação no caso, Sérgio Poli Gaspar, Celso Roberto Frasson Scafi e Cláudio Rogério Carneiro Fernandes, chegaram a ser condenados em 1ª instância em 2014, por participação no caso, mas a sentença foi anulada pelo Tribunal de Justiça de Minas Gerais em maio de 2016, e o processo retornou para Poços de Caldas. Os três médicos foram condenados em janeiro de 2014 a penas que variam de 14 a 18 anos de prisão em regime fechado por participação no caso. Eles não foram a júri popular. Os médicos, Celso Roberto Frasson Scafi e Cláudio Rogério Carneiro Fernandes chegaram a ficar presos por 30 dias e ganharam na Justiça o direito de recorrer da sentença em liberdade. Já Sérgio Poli Gaspar ficou foragido por um mês e após se entregar passou apenas um dia preso. Ele também pode recorrer em liberdade.